# Nya
Le département de la Nya est un des six départements composant la région du Logone Oriental au Tchad. Il a été créé en 2004 (?) par division du département de la Pendé. Son chef-lieu est Bébédjia.

## Subdivisions
Le département de la Nya est divisé en cinq sous-préfectures :
- Bébédjia
- Mbikou
- Béboni
- Komé
- Miandoum

## Administration
Liste des administrateurs :
Préfets du département de la Nya
- ? : Barthélemy Natoïngar Baïlodji (en poste en mai 2007)
- ? : Issa Ndiwakeur (en poste en janvier 2008)
- 9 octobre 2008 : Youssouf Oumar Bahar[1]